# هیدروکسی‌کربوکسیلیک اسید
هیدروکسی‌کربوکسیلیک اسیدها کربوکسیلیک اسیدهای حاوی یک یا چند گروه عاملی هیدروکسی (الکل) هستند. این ترکیبات مورد توجه خاص هستند زیرا تعدادی از آنها زیست فعال بوده و برخی از آنها پیش سازهای مفید پلی‌استرها هستند.

## مثال‌های مهم یا رایج
- گلیکولیک اسید ،HOCH
2CO
2H، پیش ساز لاک‌ها
- هیدروکسی‌پروپیونیک اسیدها، به عنوان مثال،CH
3CH(OH)CO
2H (لاکتیک اسید)، از اجزاء شیر. کایرال
- هیدروکسی‌بوتیریک اسیدها ،CH
3CH(OH)CH
2CO
2H (اسید بتا هیدروکسی بوتیریک)، ترکیب ذخیره کربن
- سیتریک اسید ،HO
2CC(OH)(CH
2CO
2H)
2، ترکیب حامل انرژی و شلاتور آهن
- سالیسیلیک اسید ،2–HOC
6H
4CO
2H، پیش ساز آسپرین
- ریسینلیدیک اسید (۱۲-هیدروکسی-۹- سیس -اکتادسنوئیک اسید)، جزء اصلی روغن دانه به دست آمده از گیاه کرچک
- آمینو اسیدهای رایج:
  - سرین (۲-آمینو-۳-هیدروکسی‌پروپانوئیک اسید)،HOCH
2CH(NH
2)CO
2H
  - ترئونین
  - تیروزین ،4–HOC
6H
4CH
2CH(NH
2)CO
2H

## زیر کلاس‌ها
کلاس‌های هیدروکسی‌کربوکسیلیک اسید بر اساس جایی که گروه هیدروکسی در زنجیره کربن نسبت به گروه کربوکسیلیک قرار دارد، نامگذاری می‌شوند.
- آلفا هیدروکسی اسید
- بتا هیدروکسی اسید
- امگا هیدروکسی اسید